# 納迪爾·巴巴·奧格雷·伊巴基莫夫
納迪爾·巴巴·奧格雷·伊巴基莫夫（亞塞拜然語：Nadir Baba oğlu İbrahimov，1932年12月29日—1977年1月1日）是一位蘇聯籍亞塞拜然天文學家。火星上的伊巴基莫夫撞擊坑以他的名字命名。
伊巴基莫夫任職於亞塞拜然國家科學院轄下的沙馬基天文台。